# جون سوتار
جون سوتار  (بالإنجليزية: John Souttar)‏ (25 شتنبر 1996 أبردين اسكتلندا) هو لاعب كرة قدم اسكتلندي يلعب كمدافع.

## روابط خارجية
- جون سوتار على موقع الاتحاد الأوربي (الإنجليزية)
- جون سوتار على موقع الاتحاد الإسكتلندي (الإنجليزية)
- جون سوتار على موقع قاعدة بيانات كرة القدم.إي يو (الإنجليزية)
- جون سوتار على موقع Soccerbase.com (لاعب) (الإنجليزية)
- جون سوتار على موقع Soccerway.com (الإنجليزية)